# Sainte-Eusoye
Sainte-Eusoye település Franciaországban, Oise megyében. Lakosainak száma 335 fő (2022. január 1.). Sainte-Eusoye Froissy, Maisoncelle-Tuilerie, Noirémont, Noyers-Saint-Martin, Saint-André-Farivillers, Troussencourt és Vendeuil-Caply községekkel határos.

## Népesség
A település népessége az elmúlt években az alábbi módon változott:
| Lakosok száma | 303  | 306  | 316  | 321  | 329  | 332  | 335  | 338  | 335  |
|               | 2013 | 2015 | 2016 | 2017 | 2018 | 2019 | 2020 | 2021 | 2022 |